# 金·波德尼亚

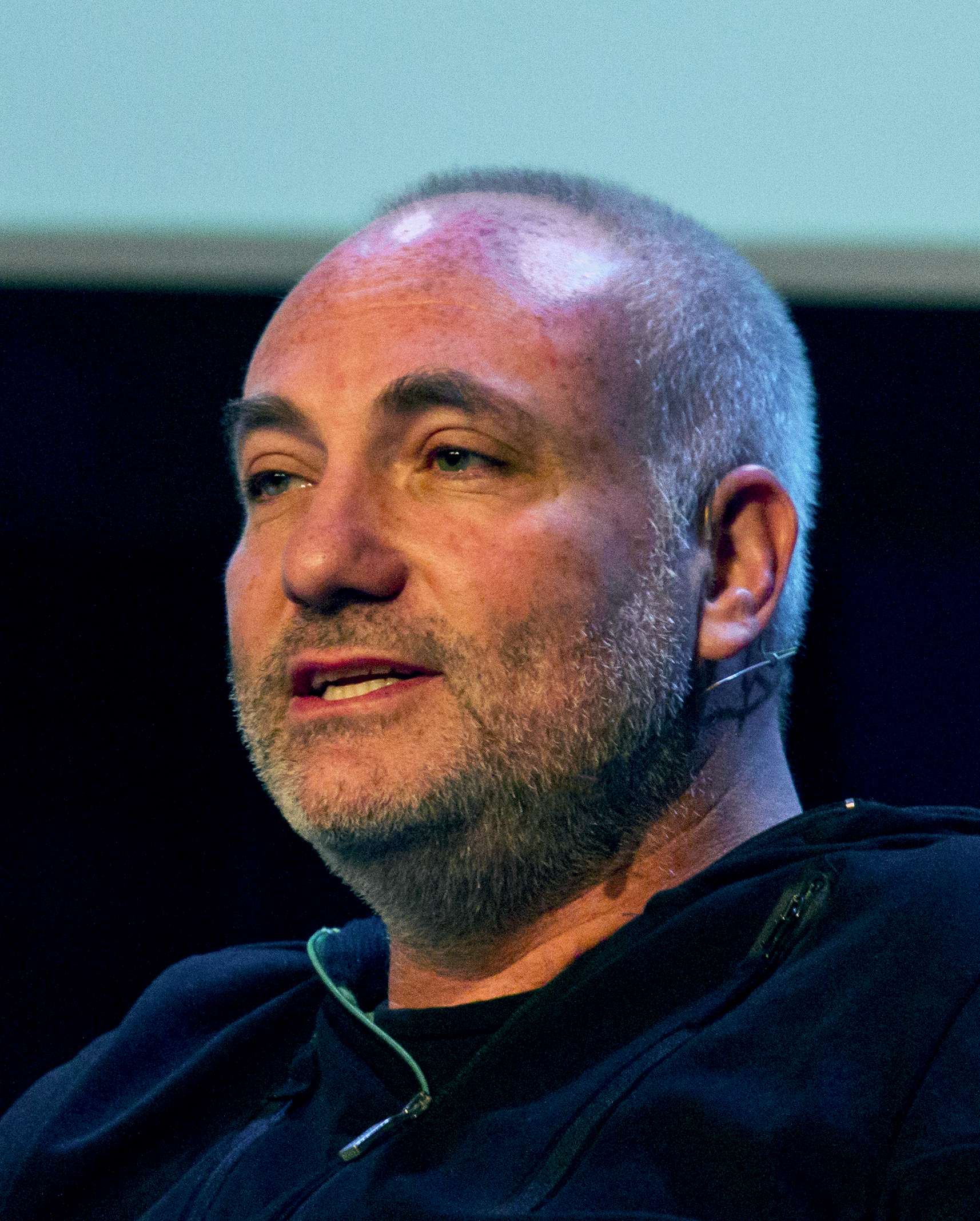
金·波德尼亚

金·波德尼亚（Kim Bodnia，1965年4月12日—）是一位丹麦演员。他生于哥本哈根，他来自一个拥有波兰和俄罗斯血统的犹太家庭。 他曾在追殺夏娃中饰演康斯坦丁。他曾获得羅伯獎最佳电视男主角奖以及两次获得羅伯獎最佳男配角奖，他還获得過波迪獎最佳男配角奖。